# Acanthosphaeria
Acanthosphaeria är ett släkte av svampar. Acanthosphaeria ingår i familjen Trichosphaeriaceae, ordningen Trichosphaeriales, klassen Sordariomycetes, divisionen sporsäcksvampar och riket svampar.
|                 | Brachysporium                                                                            |
|                 |                                                                                          |
|                 | Eriosphaeria                                                                             |
|                 |                                                                                          |
|                 | Trichosphaeria                                                                           |
|                 |                                                                                          |
|                 | Cryptadelphia                                                                            |
|                 |                                                                                          |
|                 | Unisetosphaeria                                                                          |
|                 |                                                                                          |
|                 | Cresporhaphis                                                                            |
|                 |                                                                                          |
|                 | Coniobrevicolla                                                                          |
|                 |                                                                                          |
|                 | Malacosphaeria                                                                           |
|                 |                                                                                          |
| Acanthosphaeria | \| \| Acanthosphaeria punctillum \| \| \| \| \| \| Acanthosphaeria rostrupii \| \| \| \| |
|                 | \| \| Acanthosphaeria punctillum \| \| \| \| \| \| Acanthosphaeria rostrupii \| \| \| \| |
|                 | Melchioria                                                                               |
|                 |                                                                                          |
|                 | Setocampanula                                                                            |
|                 |                                                                                          |
|                 | Acanthosphaeria punctillum                                                               |
|                 |                                                                                          |
|                 | Acanthosphaeria rostrupii                                                                |
|                 |                                                                                          |

|  | Acanthosphaeria punctillum |
|  |                            |
|  | Acanthosphaeria rostrupii  |
|  |                            |